# Pompu
Pompu es una localidad italiana de la provincia de Oristán, región de Cerdeña,  con 219 habitantes.

## Evolución demográfica
| Gráfica de evolución demográfica de Pompu entre 1861 y 2011 |
|                                                             |
| Fuente ISTAT - elaboración gráfica de Wikipedia             |

## Origen del nombre
La palabra Pompu podría derivar del latín Pòmpa que significa procesión. En la antigüedad, alrededor de un pequeño santuario dedicado a Santa Maria di Monserrato, se desarrollaban eventos religiosos que atraían a muchas personas de cerca y de lejos. Posteriormente, al pie del santuario, comenzó a formarse un grupo de casas de pequeña población; estos habitantes eran considerados los custodios de la iglesia y preparadores de la Pompa anual. Se llamaban Pompesi y su ciudad se llamaba Pompu.

## Historia
La zona estuvo habitada en los períodos Prenurágica, Nuragica y Romana debido a la presencia de algunos sitios arqueológicos en el territorio, entre ellos domus de janas  y nuraghi.
La primera documentación escrita se remonta a 1388.
En la Edad Media perteneció al Giudicato di Arborea, y formaba parte de la curatoria de Parte Montis.
A la caída del Judicato (1420) pasó a formar parte del Marquesado de Oristano, y a la derrota definitiva del pueblo Arbori (1478) pasó a dominio aragonés y fue incorporado en la Incontrada di Parte Montis, ocupada por las tropas del señor feudal de Quirra Berengario Bertran Carroz, quien al casarse con Eleonora Manriquez obtuvo oficialmente el control del rey hasta la extinción de los Bertran Carroz en 1511.
Las primeras referencias históricas a Pompu se remontan al año 1576.
En 1603 quedó incorporado al marquesado de Quirra, feudo primero de los Centelles hasta 1670, luego (a partir de 1766) de los Osorio de la Cueva. La ciudad fue redimida de los últimos señores feudales en 1839, con la supresión del sistema feudal.
En el siglo XIX la localidad de Pompu contaba con una economía rica y vivaz, de hecho contaba con cuatro molinos situados junto al río "Riu de Pompu". En varias casas de Pompu aún hoy se conservan piedras de molino para procesar el grano. En una antigua casa se encuentra también un antiguo molino de aceite para procesar aceitunas, que data de principios del siglo XIX.
En 1927 el municipio de Pompu fue fusionado por real decreto con los municipios de Siris y Masullas, para recuperar su autonomía administrativa en 1961.

### Símbolos
El escudo y el estandarte del municipio de Pompu fueron concedidos por decreto del Presidente de la República de 2 de febrero de 2007.

Escudo truncado: el primero, intersecado en polo: el primer y tercer polo, en oro, el segundo truncado en rojo y verde, con la letra P mayúscula en oro sobre rojo ; el segundo, en azul, al nuraga dorado, amurallado en negro, cerrado por el mismo, fundado en la punta. Adornos exteriores del Municipio.

La pancarta es una tela amarilla.

## Monumentos y lugares de interés
Un recurso muy importante de este país son las excavaciones arqueológicas de “Prabanta”. El yacimiento es muy amplio y la forma polilobulada del nuraga revela la importancia que tuvo en el pasado. En este yacimiento arqueológico se pueden encontrar muchas particularidades como el molino de aceite Murranca del siglo XIX, los molinos de piedra, los portales con arcos labrados y la antigua iglesia de San Sebastiano. En el territorio de Pompu existen dos importantes zonas arqueológicas del período nurágico: * Zona arqueológica de "Su Laccu y su Meli" * Asentamiento nurágico de Santu Miali